# Alliantie voor de Toekomst (Peru)
Alliantie voor de Toekomst (Alianza por el Futuro) was een politieke alliantie in Peru die werd gevormd in aanloop naar de verkiezingen van 2006. De alliantie bestond uit de pro-Fujimori-partijen Hij Houdt Woord (Sí Cumple), Verandering 90 (Cambio 90) en Nieuwe Meerderheid (Nueva Mayoría). Als presidentskandidaat schoof de alliantie Martha Chávez Cossio van de Nieuwe Meerderheid naar voren die tot en met de verkiezingen voorzitter was van het Peruviaanse congres.
Aanvankelijk wilde oud-president Alberto Fujimori zelf meedoen met de verkiezingen, maar zijn aanvraag werd door de verkiezingsraad (Jurado Nacional de Elecciones) afgewezen omdat hij vanwege de beschuldigingen van corruptie een verbod van tien jaar op het uitvoeren van openbare functies had gekregen. In 2011 deed Fujimori weer niet mee, ditmaal omdat hij twee jaar eerder tot 25 gevangenisstraf was veroordeeld vanwege politieke moorden tijdens zijn bewind.
Tijdens de verkiezingen van 2006 schoof de alliantie de volgende kandidaten naar voren:
- Als president van Peru: Martha Chávez Cossio
- Als Eerste vicepresident van Peru: Santiago Fujimori Fujimori (broer van Alberto)
- Als Tweede vicepresident van Peru: Rolando Sousa Huanambal

Tijdens de verkiezingen van 2011 werd de alliantie door de partijen voortgezet, door middel van de oprichting van Kracht 2011 onder leiding van Keiko Fujimori, de dochter van Alberto Fujimori. Een minderheid binnen Verandering 90 besloot zich echter aan te sluiten bij de Alliantie Nationale Solidariteit van Luís Castañeda.